# KNVB-Pokal 1898/99
Der KNVB-Pokal 1898/99 war die erste Auflage des niederländischen Fußball-Pokalwettbewerbs. Das Finale war ursprünglich in Utrecht auf dem Hercules-Gelände geplant, wurde aber aufgrund anderer Aktivitäten nach Heemstede verlegt und dort am 7. Mai 1899 ausgetragen.
Pokalsieger wurde RAP Amsterdam. Das Team setzte sich im Finale gegen HVV Den Haag durch. RAP wurde in dieser Saison nicht nur Pokalsieger, sondern auch nationaler Meister, und somit der erste niederländische Double-Gewinner.

## Modus
Alle Begegnungen wurden in einem Spiel ausgetragen. Bei unentschiedenem Ausgang wurde zur Ermittlung des Siegers eine Verlängerung von zweimal 7½ Minuten gespielt. Stand danach kein Sieger fest, folgte eine weitere Verlängerung von zweimal 7½ Minuten. War danach immer noch keine Entscheidung gefallen, wurde das Spiel auf dem Platz des Gegners wiederholt. Wenn auch das drittes Spiel unentschieden endete, ging es in die Verlängerung, bis ein Tor fiel.

## 1. Runde

### Distrikt 1
| Datum      |                          | Ergebnis |                 |
| ---------- | ------------------------ | -------- | --------------- |
| 08.01.1899 | Ajax Sportman Combinatie | 05:0 1   | HFC Haarlem     |
| 08.01.1899 | Swift Amsterdam          | 0:5      | RAP Amsterdam   |
| 19.01.1899 | Volharding Amsterdam     | 3:1      | Quick Amsterdam |

### Distrikt 2
| Datum      |                     | Ergebnis |                     |
| ---------- | ------------------- | -------- | ------------------- |
| 27.11.1898 | BVV Breda           | 05:0 1   | Victoria Rotterdam  |
| 08.01.1899 | Celeritas Rotterdam | 05:0 2   | DSV Concordia Delft |
| 08.01.1899 | HVV Den Haag        | 5:1      | Rapiditas Rotterdam |

### Distrikt 3
| Datum      |                       | Ergebnis |                     |
| ---------- | --------------------- | -------- | ------------------- |
| 27.11.1898 | Be Quick 1887         | 0:7      | Victoria Wageningen |
| 27.11.1898 | EFC Prises Wilhelmina | 05:0 1   | Go Ahead Wageningen |
| 08.01.1899 | UC & VV Hercules      | 3:0      | Vitesse Arnheim     |

## 2. Runde
| Datum      |                       | Ergebnis |                          |
| ---------- | --------------------- | -------- | ------------------------ |
| 29.01.1899 | RAP Amsterdam         | 4:1      | Ajax Sportman Combinatie |
| 29.01.1899 | Celeritas Rotterdam   | 1:6      | HVV Den Haag             |
| 29.01.1899 | EFC Prises Wilhelmina | 05:0 1   | Victoria Wageningen      |
|            | Volharding Amsterdam  | Freilos  |                          |
|            | BVV Breda             | Freilos  |                          |
|            | UC & VV Hercules      | Freilos  |                          |

## Viertelfinale
| Datum      |                       | Ergebnis |                  |
| ---------- | --------------------- | -------- | ---------------- |
| 26.02.1899 | EFC Prises Wilhelmina | 3:1      | UC & VV Hercules |
| 26.02.1899 | BVV Breda             | 1:7      | RAP Amsterdam    |
|            | HVV Den Haag          | Freilos  |                  |
|            | Volharding Amsterdam  | Freilos  |                  |

## Halbfinale
| Datum      |               | Ergebnis |                      |
| ---------- | ------------- | -------- | -------------------- |
| 19.03.1899 | RAP Amsterdam | 3:1      | UC & VV Hercules     |
| 30.04.1899 | HVV Den Haag  | 02:1 1   | Volharding Amsterdam |

## Finale
| RAP Amsterdam                     | RAP Amsterdam | HVV Den Haag | HVV Den Haag |
| --------------------------------- | --- | --- | ------------ |
| RAP Amsterdam                     | \| 7. Mai 1899 in Koekamp, Heemstede \| \| Ergebnis: 1:0 n. V. \| \| Schiedsrichter: Bill Dijxhoorn \| \| Spielbericht \|                                           | \| 7. Mai 1899 in Koekamp, Heemstede \| \| Ergebnis: 1:0 n. V. \| \| Schiedsrichter: Bill Dijxhoorn \| \| Spielbericht \|                                 | HVV Den Haag |
| RAP Amsterdam                     | J. Rincker – L. Moreau, J. van der Linde – Johan Christiaan Schröder, Hülsmann, H. de Bruy – F. Lieftinck, Sweerts sr., Julius Hisgen, Sweerts jr., F. Kampschreur. | A. A. Kool – D. Erdman, E. Mundt – A. Broese van Groenoo, F. L. Klein, F. Beukema – J. W. G. Coops, J. Erdman, E. Sol, W. Broese van Groenoo, K. Beukema. | HVV Den Haag |
| RAP Amsterdam                     | 1:0 Julius Hisgen (106.) | | HVV Den Haag |
| 7. Mai 1899 in Koekamp, Heemstede | | |              |
| Ergebnis: 1:0 n. V.               | | |              |
| Schiedsrichter: Bill Dijxhoorn    | | |              |
| Spielbericht                      | | |              |